# خشم زنة (قرية)
قرية خشم زنة, هي قرية فلسطينية عربية غير معترف فيها من قبل دولة إسرائيل.
تقع قرية خشم زنة في النقب جنوبي إسرائيل وهي موجودة قبل عام 1948.
لم يتم الاعتراف بهذه القرية لوقت طويل، وقبل سنة ونصف تم الاعتراف بالقرية وذلك من ضمن اتفاقية بين الحكومة السابقة (حكومة التغيير 2022) والقائمة الموحدة.
سكان القرية عرب، يبلغ عددهم ما يزيد عن 3 آلاف نسمة، والقرية تعتبر قرية تاريخية هامة نسبةً لوجود مرافق تاريخية تميزها ،منها بئر المياه الذي أغلق من قبل السلطات الإسرائيلية وكذلك المقبرة العثمانية القديمة التي يزيد عمرها عن مئات الأعوام، بالاضافة الى بعض المساكن العتيقة  والكهوف المنحوتة لتخزين المحاصيل.

## سبب التّسمية
وفق رواية شعبية تم تداولها، تعود تسمية القرية إلى إمرأة صالحة تدعى زانة مدفونة في ثرى خشم زنة،وبسبب الموقع الجغرافي للقرية فهي تقع على تلة تشبه أنف المرأة  فأطلق عليها خشم زنة .

## الخدمات  المتواجدة في القرية
سكان القرية يعانون من نقص شديد في الخدمات الحياتية الأساسية واليومية فلا يوجد في القرية مدارس وخدمات طبية، يضطر السكان للسفر لبئر السبع أو لشقيب السلام لتلقي الخدمات، وبسبب وسائل النقل العامة الغير متوفرة في القرية فالكثير من الناس يتخلون عن الرعاية الطبية.
وبعض السكان ينقلون المياه إلى منازلهم بواسطة أنابيب بلاستيكية بالقرب من شارع رقم 25 بئر السبع - ديمونا وهنالك بعض السكان يستعملون صهاريج لنقل المياه.

## التهديدات والصعوبات
بعض المخططات من قبل الحكومة  كانت مخططات  لإنشاء شارع 6 الذي يمرّ عبر القرية ومخطط إنشاء غابات على أجزاء من أراضي القرية
وهناك مخطط الاقتلاع والتهجير الذي تم اقتراحه من قبل، "سلطة تطوير النقب" وهو يقتضي بنقل سكان خشم زنة إلى منطقة تقع ضمن نفوذ مخطط منطقة الصناعات الأمنية الإسرائيلية  "رمات بيكع"، لكن نقل السكن سيعرضهم لخطر التدريبات العسكرية للجيش الإسرائيلي والصناعات الكيميائية .  
كما تتواجد المقبرة التاريخية للقرية على رأس التلة في مدخل خشم زنة والتي تعرضت لخطر الهدم والاستيلاء، مِن قِبَل شركة المياه القطرية "مكوروت " لبناء صهريج مياه كبير مكان المقبرة ، لكن تم الاعتراض على المخطط من قبل سكان القرية، لأن المساحة في منطقة المقبرة تتسع لخزان مياه دون المس بالمقبرة التاريخية